# Neodietrichia
Genre
Synonymes
- Dietrichia Crosby & Bishop, 1933 nec Reck, 1921

Neodietrichia est un genre d'araignées aranéomorphes de la famille des Linyphiidae.

## Distribution
Les espèces de ce genre se rencontrent aux États-Unis et au Canada.

## Liste des espèces
Selon World Spider Catalog (version 24, 25/07/2023) :
- Neodietrichia depressa (Emerton, 1882)
- Neodietrichia hesperia (Crosby & Bishop, 1933)

## Systématique et taxinomie
Dietrichia Crosby & Bishop, 1933, préoccupé par Dietrichia Reck, 1921 a été remplacé par Neodietrichia par Özdikmen en 2008.

## Publications originales
- Özdikmen, 2008 : « Neodietrichia nom. nov., a replacement name for the genus Dietrichia Crosby & Bishop, 1933 (Araneae: Linyphiidae) non Reck, 1921. » Munis Entomology & Zoology, vol. 3, p. 537-538 (texte intégral).
- Crosby & Bishop, 1933 : « American spiders: Erigoneae, males with cephalic pits. » Annals of the Entomological Society of America, vol. 26, p. 105-172.